# Samuel Wasgate
Samuel Wasgate (1855-1939) connue sous le nom de scène  « El Niño Farini » et « Miss Lulu » est un artiste de cirque, homme-canon et photographe amateur.

## Biographie

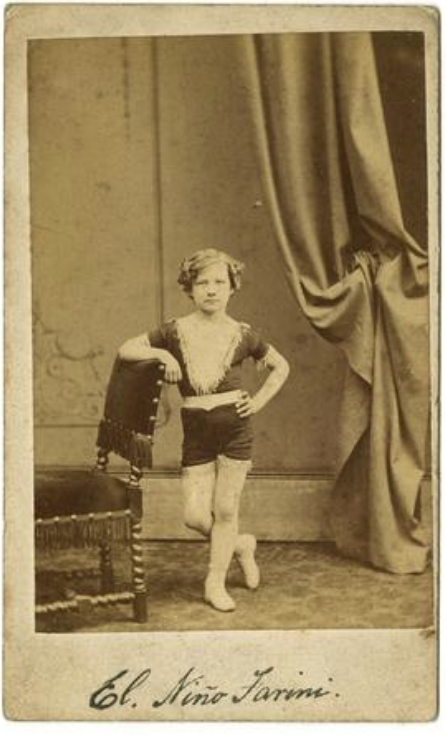
Carte de visite "El Nino Farini" (1866)-Fonds British Museum (1955)

Né aux États-Unis, Samuel  Wasgatt, orphelin est adopté par l'acrobate canadien et entrepreneur de spectacles William L. Hunt (1838-1929), également connu sous le nom de « The Great Farini ». Les conditions de son adoption ne sont pas connues. Dés l'âge de 10 ans, Samuel Wasgate est formé pour devenir un garçon acrobate et aérien. Pendant les années 1860,  William L. Hunt  le présente au public comme « El Niño Farini, la merveille de l'âge ». À l'âge adulte, il adopte un style féminin pour des raisons professionnelles afin de capter l'attention du public blasé par les hommes acrobates et adopte le nom de scène  « Miss Lulu ».  En 1875, Miss Lulu, annoncée comme   « The human meteor », devient la première artiste à se faire catapulter par un canon humain. Acclamée par la presse grâce sa beauté, Miss Lulu est considéré comme étant une belle femme, avec de longs cheveux blonds ondulés et connaît beaucoup de succès auprès de la gent masculine en recevant des dizaines de demandes en mariage.  En 1876, lors d’un numéro à Dublin, à l'occasion d' un accident, son véritable sexe est révélé  auprès du grand public,.  Par la suite, il adopte à nouveau un style masculin et épouse la sœur cadette de son père adoptif, Edith May Hunt. Il continue de se produire pendant quelques années  avec des cheveux courts et une moustache mais portant toujours le costume familier de Lulu. 
Par la suite, il se reconvertit comme photographe amateur. Son père adoptif lui propose une expédition où il photographie des images du Kalahari, des peuples autochtones et de chasse à la girafe. Après son retour d'Afrique, les photos sous le nom de Lulu Farini sont exposées à Londres, puis publiées en 1886, dans le livre de Farini : Through the Kalahari Desert . Beaucoup de ces photos ont récemment été numérisées par les Archives nationales du Royaume-Uni. Le conservateur relève que  « Beaucoup de ces photographies semblent avoir été prises depuis des points de vue difficiles et semblent démontrer les compétences physiques et artistiques de Lulu ». Il décrit dans son livre avoir découvert les ruines d'une civilisation perdue qui contribue à l’énigme de la cité perdue du Kalahari. En 1964, un professeur A John Clement, établit à partir de la description de Farini, qu'il ne s’est jamais rendu au cœur du Kalahari.